# 静岡市立千代田小学校
静岡市立千代田小学校（しずおかしりつ ちよだしょうがっこう）は、静岡県静岡市葵区沓谷にある公立小学校。

## 沿革
- 1907年（明治40年）7月15日 - 上土尋常小学校、下足洗尋常小学校を廃止統合し、現在地（安倍郡千代田村沓谷1060番地）に千代田尋常高等小学校を設立[1]。
- 1908年（明治41年） - 第2期増築工事校舎竣工[1]。
- 1912年（明治44年） - 新校舎を建築[1]。
- 1913年（大正2年） - 高等科の修業年限を2か年とする[1]。
- 1924年（大正13年）2月13日 - 静岡県女子師範学校代用付属小学校となる[1]。
- 1934年（昭和9年）10月1日 - 静岡市と千代田村合併によって静岡千代田尋常高等小学校と改称する（静岡市沓谷1050番地）[1]。
- 1935年（昭和10年） - 講堂竣工[1]。
- 1937年（昭和12年） - プール建設[1]。
- 1941年（昭和16年）4月1日 - 国民学校令により、静岡市千代田国民学校と改称[1]。
- 1943年（昭和18年）9月8日 - 静岡市第一師範学校女子部代用付属国民学校となる[1]。
- 1947年（昭和22年）4月1日 - 学制改革により、静岡市立千代田小学校と改称。同日、静岡市立千代田中学校を併置[1]。
- 1949年（昭和24年） - 給食室、東・西・南廊下、プール脱衣所、体育器具室を建築する[1]。
- 1953年（昭和28年）4月1日 - 静岡市立千代田中学校の併置を解く[1]。
- 1957年（昭和32年）10月18日 - 創立50周年記念として校歌（作詞：土岐善麿、作曲：平井康三郎）を制定。
- 1958年（昭和33年） - 台風21号により、廊下に被害を受ける[1]。
- 1960年（昭和35年）3月5日 - 3階建鉄筋校舎3教室建築する[1]。
- 1961年（昭和36年） - 古庄・長沼両地区と静鉄路線以北の住宅地が学区に指定された[1]。
- 1962年（昭和37年） - 運動場1250坪拡張し、正門と門柱を改築[1]。
- 1964年（昭和39年）2月6日 - 3階建鉄筋校舎3教室増築する[1]。
- 1966年（昭和41年）3月25日 - 鉄筋校舎増築（図工、図書、音楽室各1、普通教室2）[1]。
- 1967年（昭和42年）7月15日 - 25ｍプール完成し、校旗を新調する。同日、50周年記念行事としてコンクリート築山（千代田城）が完成する[1]。
- 1968年（昭和43年）3月10日 - 鉄筋校舎増築、普通校舎竣工する[1]。
- 1971年（昭和46年） - 体育館兼講堂が完成[1]。
- 1972年（昭和47年） - 静岡市ミニバスケットボール大会女子の部で優勝
- 1973年（昭和48年） - 学校給食が、センター方式となる。同年度、児童数が2200人を突破する[1]。
- 1973年（昭和48年） - 静岡市ミニバスケットボール大会男子の部で優勝　※主力メンバーは静岡東中学校で全国優勝
- 1974年（昭和49年）4月 - 児童数の増加の為、千代田東小を新設する[1]。
- 1977年（昭和52年）4月 - 特殊学級を開設する[1]。
- 1980年（昭和55年）1月31日 - 鉄筋コンクリート骨造南校舎が増築、普通教室、校長室、放送室、アナライザー室（707.162㎡）などが竣工し、同時に木造校舎が全部取り壊される[1]。
- 1982年（昭和57年）8月23日 - 体育館床張替、アナライザー室改修工事が竣工する[1]。
- 1983年（昭和58年） - 北校舎耐震工事補強工事竣工。同年、プール・シート防水工事竣工[1]。
- 1984年（昭和59年） - トイレの水洗化完了する。東中学校よりカナリーヤシ4本移植する[1]。
- 1986年（昭和61年） - 運動場防球ネット新設する。運動場夜間照明設備設置する。運動場へ太陽電池時計を設置する[1]。
- 1987年（昭和62年）
  - 3月31日 - 運動場造成工事に伴い放水設備、国旗掲揚台、遊具、体育器具室新設する[1]。
  - 11月14日 - 開校80周年創立記念式典、野外ステージ及び藤棚完成、体育館のどん帳を新装[1]。
- 1992年（平成4年） - 学校週休5日制度が始まる[1]。
- 1995年（平成7年）3月 - 静岡市防災計画に基づく100トン貯水槽を、北側内側の地下に設置[1]。
- 1996年（平成8年）
  - 8月 - 非常放送設備と中校舎トイレ6ヵ所を改修[1]。
  - 11月 - コンピュータ導入によるパソコンを使っての授業開始[1]。
- 1997年（平成9年）
  - 7月 - 開校90周年創立記念式典挙行[1]。
  - 9月 - 南校舎1階空調設備工事完了[1]。
- 2001年（平成13年）4月 - 少人数制指導を開始する[1]。
- 2002年（平成14年） - 学校週5日制度完全実施となる[1]。
- 2007年（平成19年） - 開校100周年創立記念式典を盛大に行う。保護者ならびに地域の支援を受けて、新しい複合型遊具「千代田の星」を設置する[1]。
- 2017年（平成29年）
  - 7月 - 開校110周年記念の集会と「千代田地区夏祭り」を盛大に行う。また、青門フェンスの改築に尽力した地域の方への感謝の会を実施[1]。
  - 8月 - 南校舎2・3階トイレの一部洋式化（工事）を実施[1]。
- 2018年（平成30年）3月 - 約60人規模の収容人数を想定した第2放課後児童クラブ棟が完成[1]。
- 2018年 - 小中一貫スポット校研修1年目　北校舎トイレ・プール改修[1]。
- 2019年（平成31年・令和元年） - 小中一貫教育スポット研修発表会を実施。普通教室エアコン完備完了[1]。
- 2020年（令和2年）- 学習用端末教室配備[1]
- 2023年（令和5年）- 静岡型小中一貫コミュニティ・スクール開始。中校舎1階普通教室床張り替え改修。北校舎、中校舎、体育館壁面打音検査及び壁面改修完了[1]。
- 2024年（令和6年）- 中校舎東側トイレ改修工事開始[1]。

## 通学区域
葵区

| - 上土一丁目の一部 - 沓谷 - 沓谷二～六丁目 - 千代田五～七丁目 - 長沼の一部 | - 長沼一～三丁目 - 東千代田一丁目 - 東千代田二丁目・三丁目のそれぞれ一部 - 古庄一丁目・三丁目のそれぞれ一部 - 古庄二丁目・四丁目 |

## アクセス
- しずてつジャストライン水梨東高線・ 竜爪山線・北街道線・こども病院線・東部団地線 「千代田小学校前」停留所から、徒歩2分